# Trachyderastes dipsaconiae
Trachyderastes dipsaconiae es una especie de coleóptero de la familia Ulodidae.

## Distribución geográfica
Habita en Nueva Caledonia.